# Embarcadero Salinas Cabo Blanco
Salinas Cabo Blanco era un embarcadero ferroviario y punto cúlmine del Ferrocarril Salinero de Cabo Blanco cuyos vestigios están ubicados en el Departamento Deseado, Provincia de Santa Cruz, Argentina.Durante su existencia se configuró como el punto clave productivo del ferrocarril que lo alimentaba de actividad.

## Toponimia
El ferrocarril y este punto tomaron su nombre del sistema de salinas naturales que se emplazan en esta zona. Asimismo, estas salinas fueron bautizadas en relación con el accidente costero Cabo Blanco; nombrado así por Magallanes en 1520 con el actual nombre ya que los morros rocosos se encontraban cubiertos de guano. Luego su uso en las cartas náuticas de la época con el nombre de Cabo Blanco fue habitual.

## Descripción
Fue el punto final del pequeño ferrocarril dedicado a la sal. Su tarea era administrar y despachar las cargas tendientes a la mina de sal . A pesar de estas características no poseía un edificio propio de estación. En tanto, dividía sus tareas en el acopio, el embolsado de la sal y el despacho de las formaciones cargadas de la sal y obreros. Para completar estas tareas disponía de una playa de maniobras para manejar las formaciones con desvíos y un mecanismo de giro para las locomotoras que posiblemente fuera un triángulo.

## Historia
El Lugar se halla a alrededor de 80 kilómetros al norte de Puerto Deseado, donde existe un sistema de grandes salinas cercanas tierra tierra adentro del Cabo Blanco. En los tiempos anteriores a los frigoríficos la sal era muy útil para la preservación de la carne y pieles de ovinos y focas. Ante tal potencial, en 1888 es pedida la mensura de una mina de sal en la salina cercana. En 1899 Don Miguel Martínez obtiene una concesión para dos terrenos dentro de grandes salina. 
Ante el gran potencial del lugar, en 1901 se comenzaron los sondeos de las capas de sal disponible. Los estudios estimaron reservas profundas en entre 15 y 40 millones de toneladas. Por ese tiempo, la salina representó una fuente de riqueza relacionada con la producción ovina, teniendo en cuenta la conservación de la carne y el cuero mediante el salado, la conservación de los quesos y  también la explotación de lobos y elefantes marinos, por el alto valor de su piel, que se desarrollaba en diferentes puertos de las costas australes. Ese mismo año Miguel Martínez solicitó la mensura y marcación de 2 canteras componiendo así 40has en la salina.
Para 1902 se inició la extracción por L. Parmiggiani y Cía. bajo el título de Compañía de las Grandes Salinas de Cabo Blanco.  La Salina Cabo Blanco ocupa una depresión del terreno de 900 hectáreas. El clima desértico favorece la evaporación de las aguas de lluvia o de las napas subterráneas que afloran en la superficie de la laguna, formando con el tiempo lo que se llama “salinas de cosecha”, ya que la extracción se hace en época seca, armando pilas para su secado Ese mismo año la salina comienza a funcionar. La minia de sal se valía de carros para arrimar la sal a las cercanías de una línea férrea de troncha angosta que transportaba la sal a la orilla sur del cabo. Desde allí era transportada en barco a los centros de distribución y venta.Entre los trabajadores sobre salió José Font quien tuvo su primer trabajo en la salina. Años después, sería conocido como Facón Grande y tendría papel destacado en los hechos de la Patagonia rebelde.
El raudo auge trajo la necesidad de que se construya en 1905 un ferrocarril de trocha angosta desde las salinas a una distancia de 5,6km hasta la bahía al lado sur de cabo Blanco. Fue elegido un ancho de vía de tipo Decauville 60cm. El modesto ferrocarril fue vital para que la producción pudiera rebosar; ya en los informes de prensa comentan barcos a vapor cargando hasta 3.000 toneladas de sal en cada visita. Por consecuencia, la producción anual fue lo suficientemente grande. 
A pesar de su gran producción, la empresa terminó operaciones cerca 1930. Esto se adujo al difícil reclutamiento de obreros para un lugar tan aislado; un costoso por vía marítima hasta el norte y la irrupción de la refrigeración de la carne ovina que se hizo industrial y despojó a la sal de rentabilidad.
 

Actualmente, en las inmediaciones donde funcionó este punto aun es posible ver restos de durmientes de acero y los terraplenes del ferrocarril.

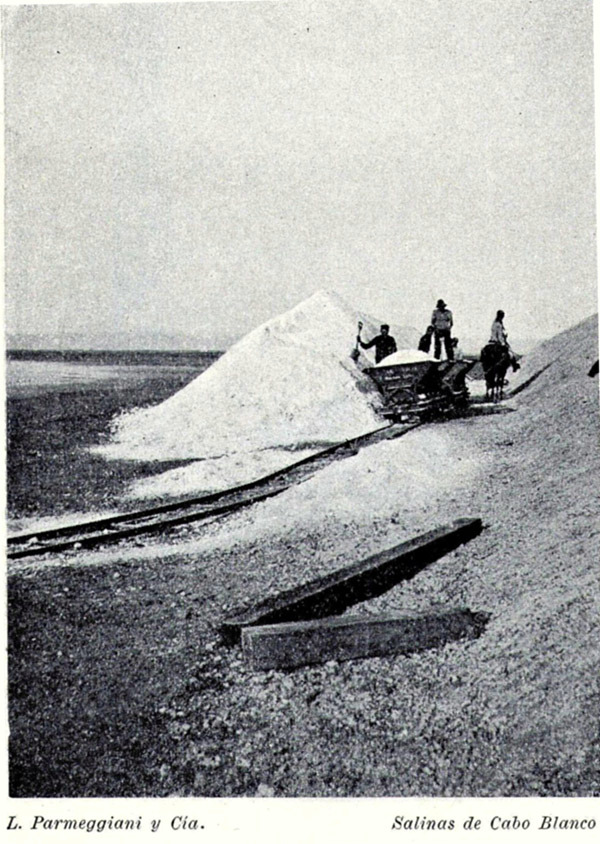
Trabajo de acopio en el embarcadero de las Salinas apoyados con tracción a sangre
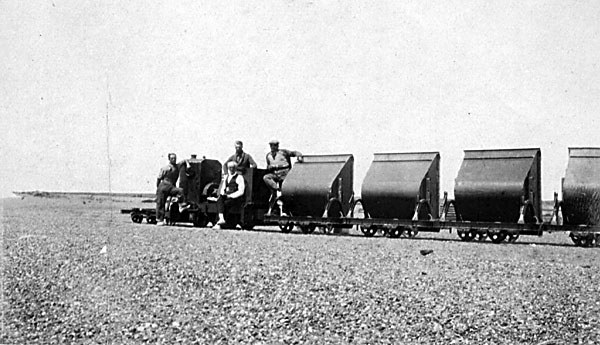
Convoy llegando a destino
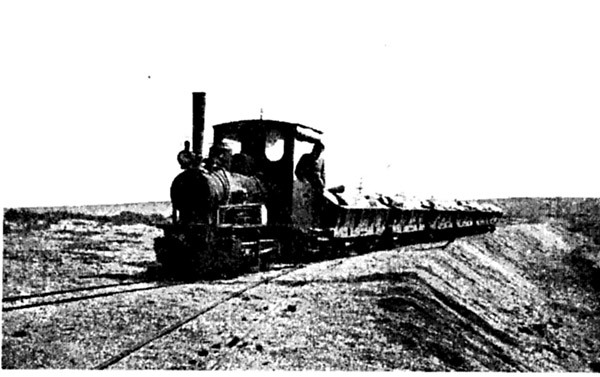
Formación cargada de sacos de sal rumbo al embarcadero costero.